# Світова серія з тріатлону 2013
У 2013 році пройшов п'ятий сезон світової серії з тріатлону. Вона проводилася під егідою Міжнародної федерації тріатлону з 6 квітня по 15 вересня. Складалася з восьми етапів, у тому числі з гранд-фінала, котрим завершився сезон у Лондоні. Чемпіонами світу стали Нон Стенфорд (Велика Британія)  і Хав'єр Гомес (Іспанія).

## Календар
Серія 2013 відвідала вісім міст світу.
| Дата          | Місце знаходження | Дистанція                  |
| ------------- | ----------------- | -------------------------- |
| 6–7 квітня    | Окленд            | Стандартна (олімпійська)   |
| 19–20 квітня  | Сан - Дієго       | Стандартна                 |
| 11–12 травня  | Йокогама          | Стандартна                 |
| 1–2 червня    | Мадрид            | Стандартна                 |
| 6 липня       | Кіцбюель          | Спринт                     |
| 20–21 липня   | Гамбург           | Спринт                     |
| 24–25 серпня  | Стокгольм         | Стандартна                 |
| 14–15 вересня | Лондон            | Стандартна (великий фінал) |

- Стандартна дистанція: плавання — 1,5 км, велоперегони — 40 км, біг — 10 км.
- Спринт: плавання — 750 м, велоперегони — 20 км, біг — 5 км.
- У Гамбургу, окрім змагання на спринтерській дистанції, також проходив чемпіонат світу в естафеті.
- У Лондоні також пройшли чемпіонати світу серед молоді (до 23 років), юніорів і параспортсменів.

## Результати

#### Чоловіки
| Місто     | Золото                 | Срібло                 | Бронза                 |
| --------- | ---------------------- | ---------------------- | ---------------------- |
| Окленд    | Хав'єр Гомес (ESP)     | Маріо Мола (ESP)       | Жуан Сілва (POR)       |
| Сан-Дієго | Алістер Браунлі (GBR)  | Річард Мюррей (RSA)    | Жуан Сілва (POR)       |
| Йокогама  | Джонатан Браунлі (GBR) | Хав'єр Гомес (ESP)     | Жуан Сілва (POR)       |
| Мадрид    | Джонатан Браунлі (GBR) | Хав'єр Гомес (ESP)     | Іван Васильєв (RUS)    |
| Кіцбюель  | Алістер Браунлі (GBR)  | Маріо Мола (ESP)       | Свен Рідерер (SUI)     |
| Гамбург   | Джонатан Браунлі (GBR) | Алістер Браунлі (GBR)  | Хав'єр Гомес (ESP)     |
| Стокгольм | Алістер Браунлі (GBR)  | Хав'єр Гомес (ESP)     | Джонатан Браунлі (GBR) |
| Лондон    | Хав'єр Гомес (ESP)     | Джонатан Браунлі (GBR) | Маріо Мола (ESP)       |

#### Жінки
| Місто     | Золото               | Срібло              | Бронза               |
| --------- | -------------------- | ------------------- | -------------------- |
| Окленд    | Анне Гауг (GER)      | Майке Кайлерс (NED) | Фелісіті Абрам (AUS) |
| Сан-Дієго | Гвен Йоргенсен (USA) | Нон Стенфорд (GBR)  | Емма Моффатт (AUS)   |
| Йокогама  | Гвен Йоргенсен (USA) | Емма Моффатт (AUS)  | Джоді Стімпсон (GBR) |
| Мадрид    | Нон Стенфорд (GBR)   | Анне Гауг (GER)     | Джоді Стімпсон (GBR) |
| Кіцбюель  | Джоді Стімпсон (GBR) | Емма Джексон (AUS)  | Анне Гауг (GER)      |
| Гамбург   | Анне Гауг (GER)      | Нон Стенфорд (GBR)  | Джоді Стімпсон (GBR) |
| Стокгольм | Гвен Йоргенсен (USA) | Нон Стенфорд (GBR)  | Анне Гауг (GER)      |
| Лондон    | Нон Стенфорд (GBR)   | Ейлін Рід (IRL)     | Емма Моффатт (AUS)   |

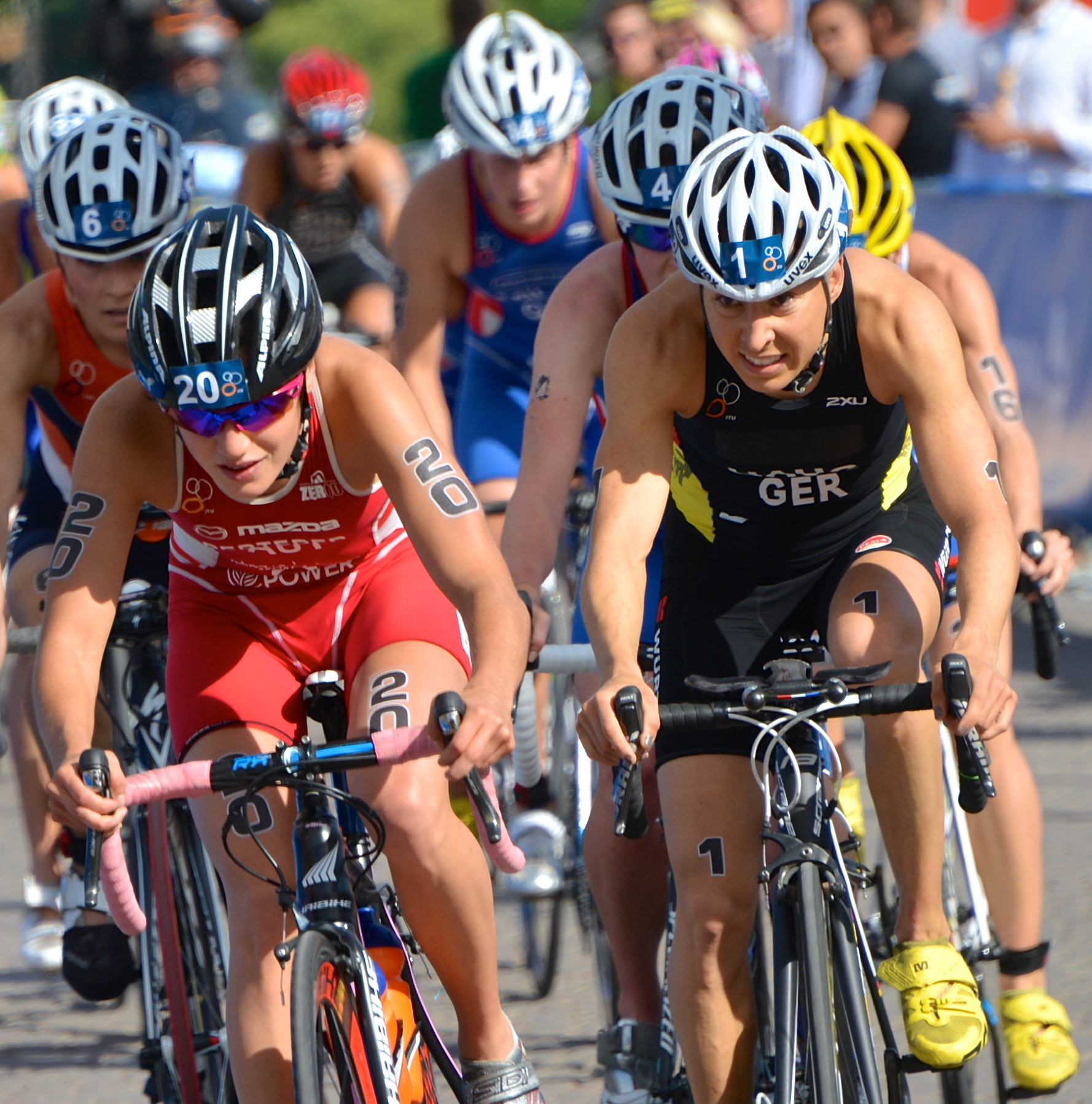
Ліза Пертерер[en] і Анне Гауг.
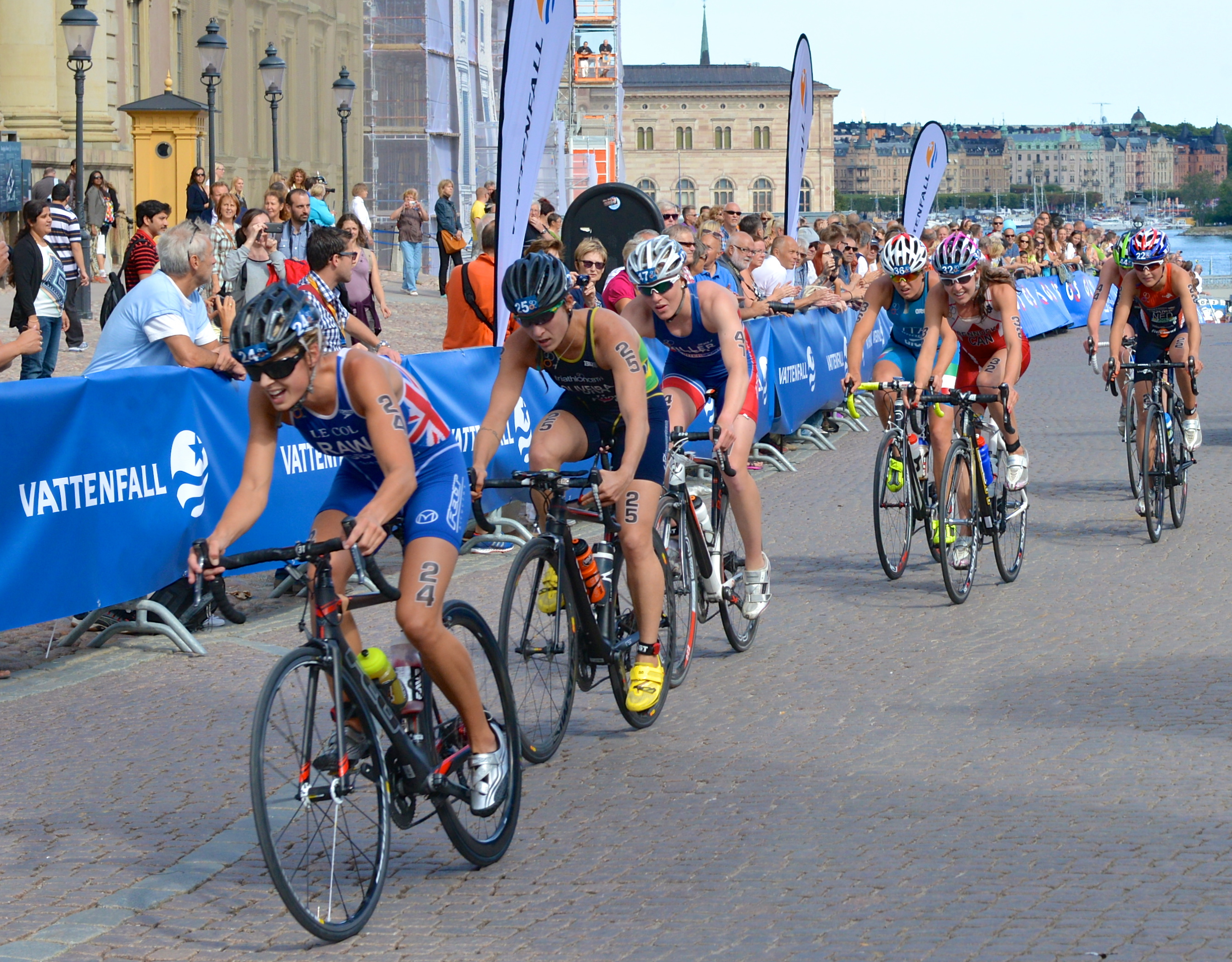
Ванесса Роу (№ 24), Памела Олівейра[en] (№ 25), Лотте Міллер Норвегія, № 47), Єлена Марія Петріні (Італія, № 36), Еллен Пеннок (Канада, № 32), Сарісса Де Вріс (Нідерланди, № 44) і Рахель Кламер[en] (№ 22).
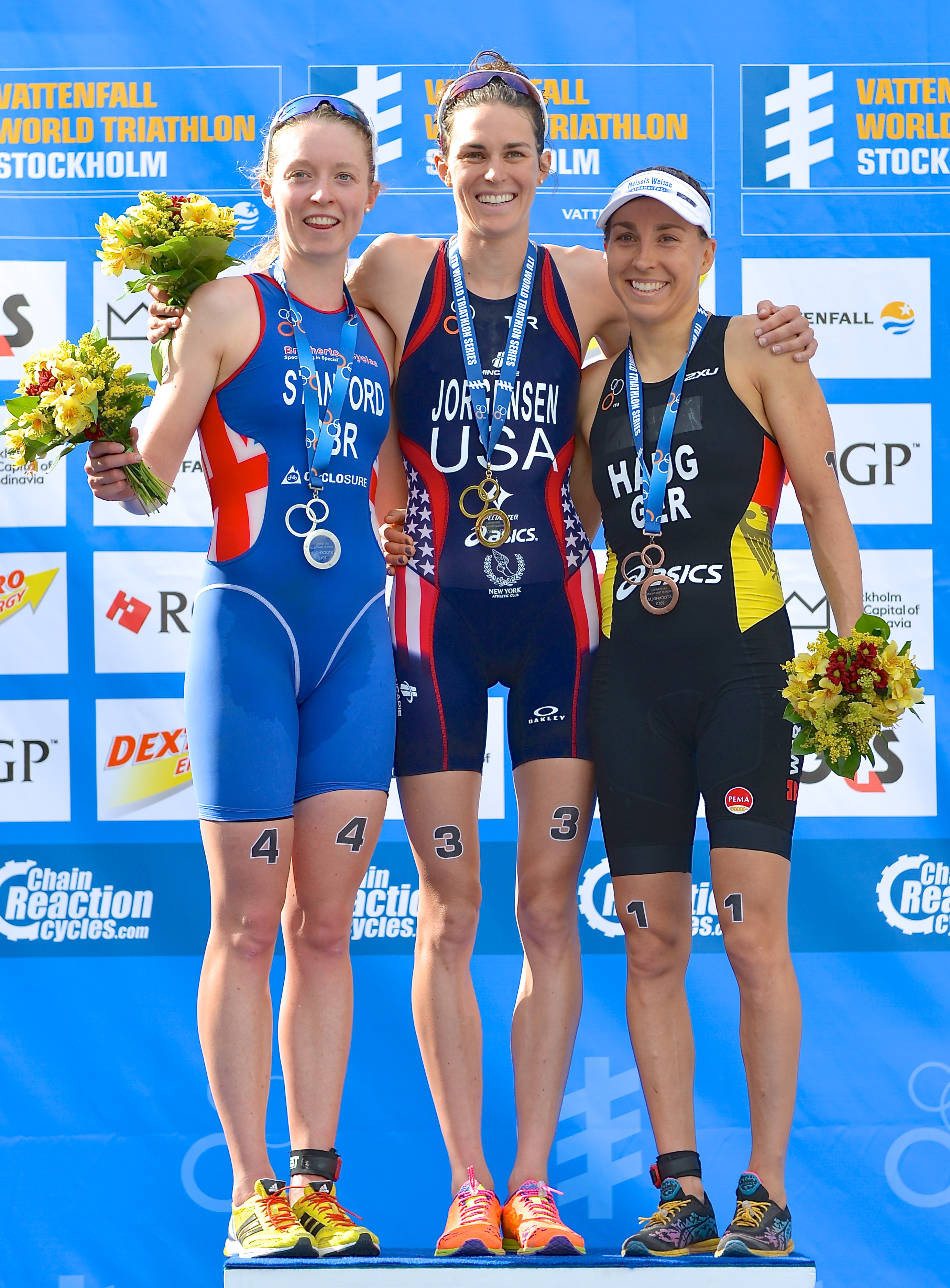
Нон Стенфорд, Гвен Йоргенсен і Анне Гауг — призери турніру в Швеції.

## Загальний залік
У таблиці зазначені сумарні показники найсильніших спортсменів сезону. Також зазначені досягнення українських тріатлоністів:
| Місце | Тріатлоніст             | Набрані очки |
| ----- | ----------------------- | ------------ |
|       | Хав'єр Гомес (ESP)      | 4220         |
|       | Джонатан Браунлі (GBR)  | 4195         |
|       | Маріо Мола (ESP)        | 3726         |
| 4     | Алістер Браунлі (GBR)   | 3140         |
| 5     | Річард Мюррей (RSA)     | 2937         |
| 6     | Жуан Сілва (POR)        | 2795         |
| 7     | Лоран Відаль (FRA)      | 2680         |
| 8     | Свен Рідерер (SUI)      | 2494         |
| 9     | Дмитро Полянський (RUS) | 2407         |
| 10    | Венсан Луї (FRA)        | 2243         |
| 11    | Аарон Ройл (AUS)        | 2027         |
| 12    | Іван Васильєв (RUS)     | 1859         |
| 13    | Раян Сіссонс (NZL)      | 1852         |
| 14    | Генрі Шуман (RSA)       | 1850         |
| 15    | Алессандро Фабіан (ITA) | 1751         |
| 16    | Девід Макнейм (GBR)     | 1677         |
| 17    | Раян Бейлі (AUS)        | 1656         |
| 18    | Жуан Перейра (POR)      | 1654         |
| 19    | Орельєн Рафаель (FRA)   | 1643         |
| 20    | Ріхард Варга (SVK)      | 1569         |
|       |                         |              |
| 59    | Іван Іванов (UKR)       | 477          |
| 76    | Єгор Мартиненко (UKR)   | 337          |
| 99    | Ростислав Пєвцов (AZE)  | 199          |
| 110   | Олексій Сюткін (UKR)    | 138          |
| 141   | Данило Сапунов (UKR)    | 50           |

| Місце | Тріатлоністка           | Набрані очки |
| ----- | ----------------------- | ------------ |
|       | Нон Стенфорд (GBR)      | 4220         |
|       | Джоді Стімпсон (GBR)    | 3805         |
|       | Анне Гауг (GER)         | 3110         |
| 4     | Гвен Йоргенсен (USA)    | 3033         |
| 5     | Андреа Г'юїтт (NZL)     | 3004         |
| 6     | Емма Моффатт (AUS)      | 2906         |
| 7     | Ешлі Джентлі (AUS)      | 2720         |
| 8     | Ейлін Рід (IRL)         | 2681         |
| 9     | Сара Грофф (USA)        | 2295         |
| 10    | Аліса Бетто (ITA)       | 2270         |
| 11    | Емма Джексон (AUS)      | 2215         |
| 12    | Майке Кайлерс (NED)     | 2207         |
| 13    | Юрі Іде (JPN)           | 2012         |
| 14    | Нікі Семюелс (NZL)      | 1877         |
| 15    | Кейт Макілрой (NZL)     | 1640         |
| 16    | Фелісіті Абрам (AUS)    | 1601         |
| 17    | Джессіка Гаррісон (FRA) | 1549         |
| 18    | Ай Уеда (JPN)           | 1440         |
| 19    | Кеті Гевісон (GBR)      | 1426         |
| 20    | Шарлотта Макшейн (AUS)  | 1353         |
|       |                         |              |
| 51    | Юлія Єлістратова (UKR)  | 528          |